# Sevasti Kallisperi

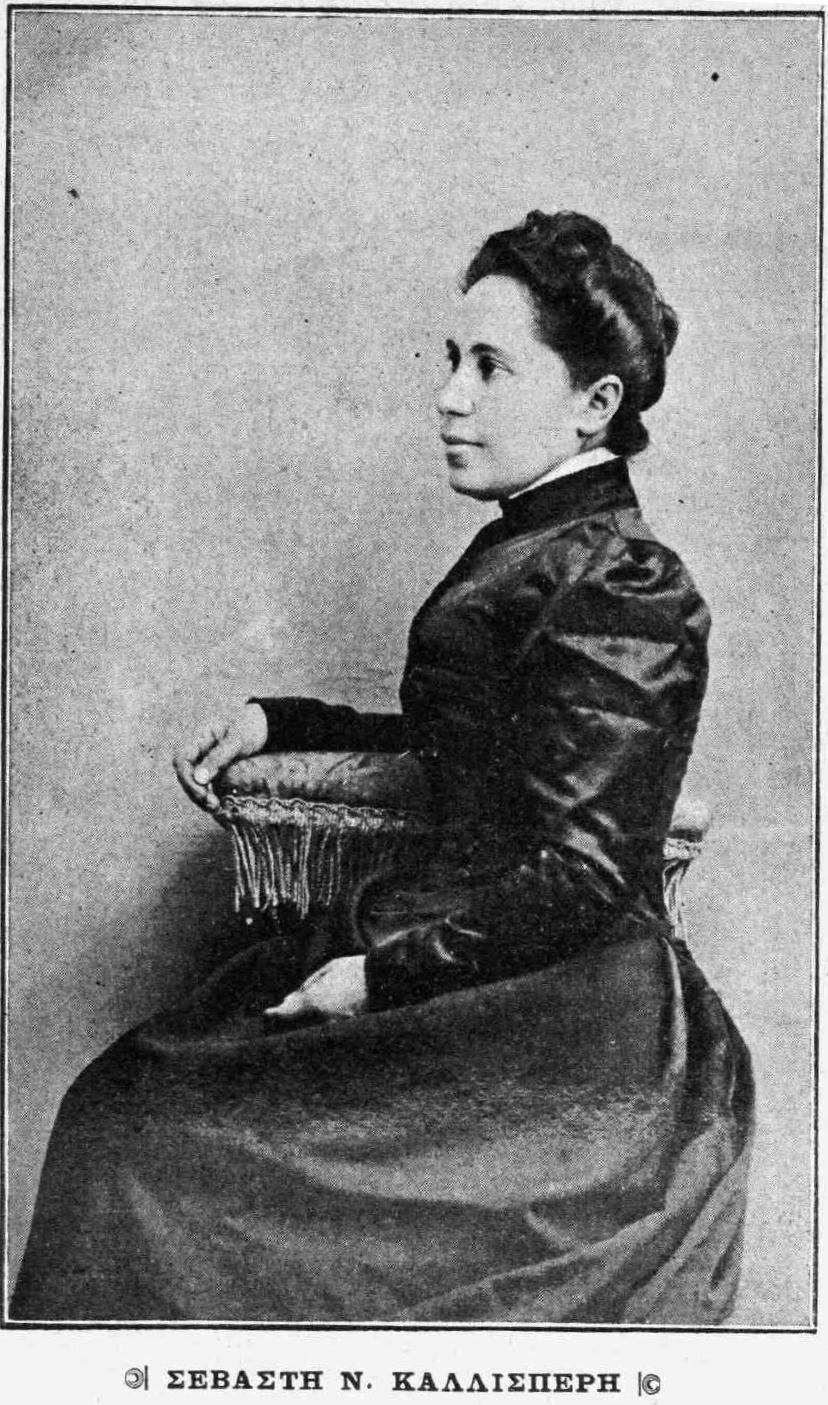
Sevasti Kallisperi (1912)

Sevasti Kallisperi (griechisch Σεβαστή Καλλισπέρη, * 1858 in Athen, Königreich Griechenland; † 1953 in Athen) war eine griechische Lehrerin, Schulinspektorin und Schriftstellerin. Sie war die erste Griechin, die einen Universitätsabschluss erreichte.

## Leben

### Ausbildung
Kallisperis Eltern waren Nicholas und Marigo Kallisperi geboren. Ihr Vater stammte von der Insel Kalymnos und war Offizier im Griechischen Freiheitskampf gewesen. Danach wurde er Schulinspektor, war 1844 Richter in Athen und 1855 Präfekt von Messenien. Das Ehepaar hatte drei Kinder und förderte deren Ausbildung. Kallisperi besuchte eine private Mädchenschule, die Hill School in Athen.
Nach ihrem Abschluss erhielt Kallisperi Privatunterricht, um sie auf ein Universitätsstudium vorzubereiten. Im Jahr 1884 absolvierte sie vor zehn Professoren die Aufnahmeprüfung der Universität Athen, jedoch verweigerte das Ministerium wiederholt deren Anerkennung. Ebenfalls vergeblich bewarb sie sich um ein Stipendium der Regierung für ein Auslandsstudium. Im folgenden Jahr stimmte ihr Vater zu, sie an die Sorbonne in Paris zu schicken.
Als Kallisperi 1891 promoviert wurde, war sie die erste griechische Frau, die einen Universitätsabschluss erhielt. Unter 139 Absolventen war sie die einzige Frau. Bevor sie nach Griechenland zurückkehrte, machte sie Praktika an Schulen in Sèvres und Cambridge.

### Beruf
Im Jahr 1892 wird Kallisperi Lehrerin an einer Arsakeio-Schule (Αρσάκειο), wo sie Französisch und Griechisch unterrichtet. Drei Jahre später wird sie Schulinspektorin für die griechischen Mädchenschulen. Als einzige Inspektorin bereist sie das ganze Land. Daneben setzte sie sich intensiv für die Frauenbildung ein, machte Gesetzeseingaben und veröffentlichte Artikel.
Im Jahr 1904 nimmt Kallisperi an der ersten Griechischen Bildungskonferenz teil, dort propagiert sie auch Erwerbstätigkeiten für Frauen. Im Jahr 1906 wird sie Delegierte der griechischen Regierung auf der Konferenz der Woman’s Christian Temperance Union (WCTU) in Boston. Kallisperi bereist fünf Jahre die Vereinigten Staaten, besucht Schulen und die griechischen Gemeinden verschiedener Staaten und 1908 den National Congress of Mothers, einen Vorläufer der Elternvertretung.
In ihren Schriften setzte sich Kallisperi für die Frauenbildung und die Reform des Bildungssystems ein. Daneben schrieb sie auch Analysen der antiken griechischen Literatur, übersetzte ausländische Theaterstücke, schrieb Gedichte und ihre Autobiographie.

### Tod und Erbe
Kallisperi starb 1953 in Athen. Mit ihrem Bruder George hatte sie unter anderem ein Haus erbaut, das sie der griechischen Regierung vermachte, um eine Stiftung für Frauenbildung zu errichten. Nach Jahrzehnten des Leerstandes übernahm die Höhere Mädchenschule in Chalandri das Gebäude. Es ging später an die Kommune. Der Denkmalstatus für das neoklassizistische Haus von 1911 wurde 2012 endgültig genehmigt.

## Schriften (Auswahl)
- Προς τους ομοεθνείς μου. Εφημερίς των Κυριών. Αρ. 275. Έτος ΣΤ΄. 4 Οκτωβρίου 1892.
- Περί μεταρρυθμίσεως του Γυναικείου Εκπαιδευτικού Συστήματος. In: Ε. Φουρναράκη Εκπαίδευση και αγωγή των κοριτσιών. Ελληνικοί Προβληματισμοί (1830-1910). Ένα ανθολόγιο (σσ. 445-457). Αθήνα: ΙΑΕΝ, Γενική Γραμματεία Νέας Γενιάς. 1897.
- Απομνημονεύματα και υποθήκαι εις την εκπαίδευσιν και την μετανάστευσιν προς την Βουλήν των Ελλήνων. Αθήνα: Τύποις «Καλλιτεχνικής Επιθεωρήσεως». 1911.